# 繊毛

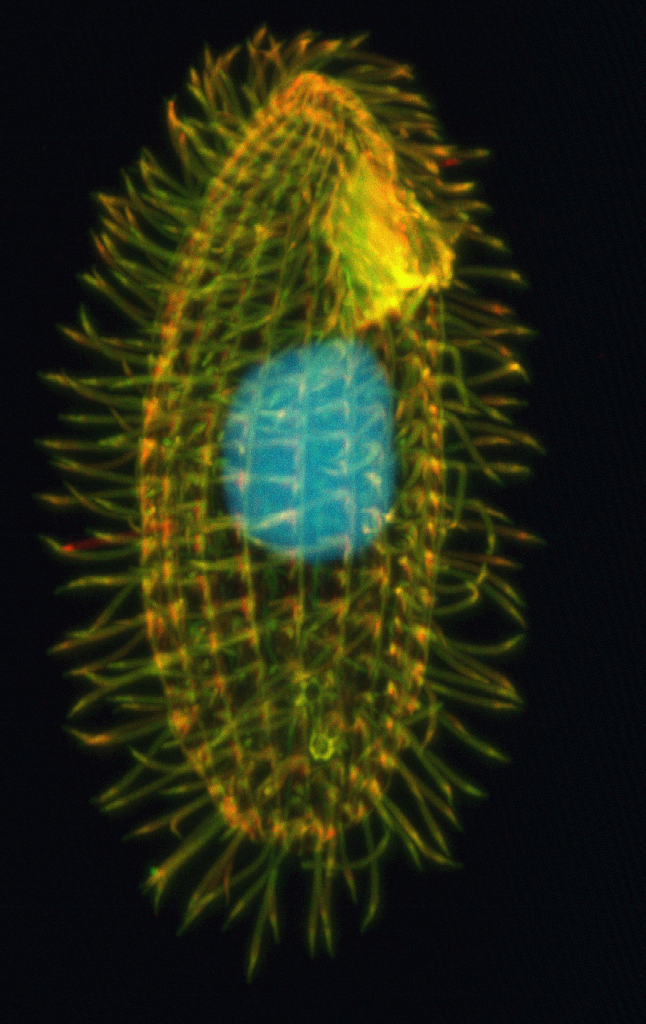
繊毛虫テトラヒメナ（Tetrahymena thermophila）の繊毛（黄色）。青色は細胞核。

繊毛（せんもう、英: cilium, cilia（複数））は、細胞小器官の一つで、鞭毛と同様、細胞の遊泳に必要な推進力を生み出すものである。構造的には鞭毛と全く同じであるが、鞭毛運動に加えて繊毛運動が可能である点が異なる。また分布様式の点から、短い毛が多数並んだものを繊毛と呼ぶのに対し、長短に関わらず本数が少ない場合は鞭毛とする区別もある。原生生物においては繊毛虫が持つもののみが繊毛と呼ばれる。なお、細菌類の細胞外繊維で、鞭毛でないものを線毛という。

## 繊毛の動作

### 繊毛運動
周囲への大きな抵抗で推進力を生み出す有効打（effective stroke）と、次の有効打の準備として有効打よりは抵抗を小さくしながら繊毛を元の位置に戻す回復打（recovery stroke）とを繰り返す運動。有効打と回復打を合わせて繊毛打とも呼ばれる。この非対称の抗力で抗力とは逆向きの水流を発生させたり、自身の推進力を得ることができる。水泳の平泳ぎのようなイメージであり、繊毛虫の遊泳はこの運動による。多細胞生物では運動が神経支配を受ける例もあり、濾過摂食時の食物輸送の他、体液循環、排出物や生殖産物の移送、経路の清掃などの役目を担う。

### 繊毛逆転
繊毛を持つ生物や器官が刺激を受けた際に、一時的に繊毛打の方向が変化する現象。しばしば繊毛運動の一時的な停止を伴う。繊毛打の変化幅は最大180°であり、この時は完全に運動方向が逆転する。繊毛はその運動が周囲の繊毛と共動的であるが、周囲への繊毛波の伝播方向も逆転する。繊毛逆転は、カルシウムイオンやマグネシウムイオンといった2価イオンに対する細胞膜の透過性の変化と、それに伴う膜電位の変化により引き起こされると考えられている。ゾウリムシの逃避反応が有名であり、現実にゾウリムシの繊毛基底部にはカルシウムチャネルが局在していることが知られている。また、この現象は他の繊毛虫、棘皮動物の幼生、腔腸動物、軟体動物、脊索動物などでも知られている。

## 繊毛を含む構造
小膜（繊毛虫）
繊毛虫において、繊毛が2〜3に配列して密生、融合し、共動して膜のように振舞う器官。細胞口の近辺に見られる。
波動膜（繊毛虫）
繊毛虫において、繊毛が一列に配列して密生、融合し、共動して膜のように振舞う器官。細胞口の近辺に見られる。パラバサリアのトリコモナス類に見られる同名の器官とは異なる。
棘毛（繊毛虫）
多数の繊毛が密生し、円錐形の構造を為したもの。繊毛虫の腹部に見られる。
繊毛環
繊毛が環状に生えている生物体の部分の総称。トロコフォアなど海産無脊椎動物の幼生に良く見られ、幼生の運動器官及び摂食器官として重要である。また、繊毛輪の位置や形状の変遷は幼生型の分類基準となる。
繊毛冠
輪形動物の頭部にある繊毛環の一種。繊毛の生えた輪状の運動・摂食器官で、ワムシの運動器官と摂食器官とを兼ねる。
繊毛溝
動物の上皮組織において、溝状の繊毛上皮として機能を持つ部分の総称。分泌、吸収、排出などの役目を担う他、感覚器として機能するものもある。

## 繊毛を持つ生物

### 繊毛虫
繊毛の典型的なものは、ゾウリムシやテトラヒメナ等の繊毛虫に見られる。繊毛虫はおおよそ同じ長さの繊毛を細胞の一部もしくは全体に持っており、これを振り動かして遊泳する。繊毛虫の繊毛は細胞表面の皮層（cortex）を基部としており、繊毛全体としては調和の取れた波のような動きを見せる。通常の遊泳中は細胞前部の繊毛の位相が早く、繊毛打の波が細胞後方へ向けて伝播する。
この繊毛の働きにより、ゾウリムシの回避反応や逃避反応、少毛類に見られる跳躍的な移動といった複雑な遊泳が可能となっている。繊毛の生え方にも多様性があり、小毛類では数本の繊毛が束となったもの（stiff cilia、bristles）が見られる。Uronemaなど一部の属では、極端に長い繊毛を1本〜数本、細胞の後端部に持つものもある。
尚、以下の原生生物は繊毛虫に類似するが繊毛虫では無い。従って、多数生えている毛は全て鞭毛扱いである。
- 超鞭毛虫（ケカムリなど）→ パラバサリア
- オパリナ類 → ストラメノパイル
- Multicilia → アメーボゾア
- ステファノポゴン → かつて原始的な繊毛虫とされた事もあったが、現在はヘテロロボサ。

### 多細胞動物
繊毛は多細胞動物にも見られる。海産の無脊椎動物では発生初期に幼生がプランクトン生活を営むものが多く、その体表面に繊毛を持って運動する。また、扁形動物の渦虫綱のものは、成体の体の表面に繊毛をもち、これによって移動する。
海産無脊椎動物では、鰓やその他の濾過摂食器官に繊毛を持つものもある。また、餌を粘液で吸着してから繊毛を使って摂食器官まで運ぶ摂食様式もあり、これは繊毛粘液摂食と呼ばれる。二枚貝やゴカイの仲間、その他、様々な動物がこの方式を採用している。また、陸上動物であっても粘膜に繊毛を持つものが多々ある。
ヒトを含む哺乳類でも、鼻腔粘膜や気管などの気道、および卵管の粘膜上皮細胞表面には繊毛が並び混入する異物の排除などに役立っている。また、脳室の上衣細胞では、脳脊髄液の循環に役立っている。
ちなみに、多細胞生物の起源は襟鞭毛虫であるとする説がある。襟鞭毛虫は単細胞の鞭毛虫で、単鞭毛の周囲にそれを囲む襟構造を持つ。これが海綿動物の内壁表層を構成する襟細胞（choanocyte）に類似しているという、両者の相同性から導き出された説である。この説が事実であれば、多細胞動物の繊毛の由来は鞭毛である、という事になる。